# Benito Juárez (Pueblo Viejo)
Benito Juárez es una localidad mexicana situada en el estado de Veracruz, dentro del municipio de Pueblo Viejo.

## Geografía
La localidad de Benito Juárez se ubica en el noreste del municipio de Pueblo Viejo, en límite con el estado de Tamaulipas. Se encuentra a una altura media de cuatro m s. n. m. y cubre un área de 3.48 km².

## Demografía
De acuerdo con el censo realizado en 2020 por el Instituto Nacional de Estadística y Geografía (INEGI), en Benito Juárez había un total de 15 472 habitantes, de los que 7786 eran mujeres y 7686, hombres.
En 2020 había un total de 4715 viviendas, de las que 4199 se encontraban habitadas.
| Gráfica de evolución demográfica de Benito Juárez entre 1980 y 2020 |
|                                                                     |
| Fuente: Instituto Nacional de Estadística y Geografía.              |